# کربوکسی‌آمیدوتریازول
کربوکسی‌آمیدوتریازول (به انگلیسی: Carboxyamidotriazole) با فرمول شیمیایی C۱۷H۱۲Cl۳N۵O۲ یک داروی بلوک‌کننده کانال کلسیم با شناسه پاب‌کم ۱۰۸۱۴۴ است. که جرم مولی آن ۴۲۴٫۶۶۸۴۸ g/mol می‌باشد. 